# Magni Sfida
Le Magni Sfida sono una serie di moto prodotte dalla casa italiana Magni a partire dal 1989 in diverse cilindrate.

## Sfida 1000
La Sfida 1000, presentata nel 1989, nelle linee di cupolino, serbatoio e codino richiamava volutamente le moto italiane che correvano nel motomondiale durante gli anni sessanta. Il serbatoio, in particolare, era in alluminio martellato a mano
Il telaio, un tubolare in acciaio, ospitava il motore della Moto Guzzi Le Mans, un bicilindrico a V longitudinale da 949 cm³, già impiegato da altre moto della casa. Rispetto all'originale, la potenza era aumentata di circa 3 CV.
Ne furono prodotti 58 esemplari.

## Sfida 400

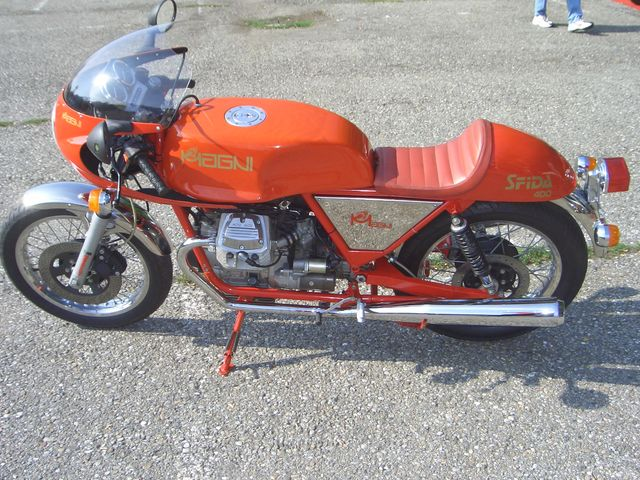
Una Sfida 400, versione destinata al solo mercato giapponese

Nel 1992 viene presentata la Sfida 400, versione ridotta a 378 cm³ e destinata al solo mercato giapponese. Il motivo di tale scelta era che in Giappone per guidare moto di cilindrata superiore a 400 cm³ è necessaria una patente speciale, inoltre tali veicoli sono soggetti ad una tassazione maggiorata. Complessivamente ne furono prodotti 90 esemplari.

## Sfida 1100 e 1100 i.e. biposto
La 1100 fu lanciata nel 1995. Rispetto ai modelli precedenti, abbandonava l'estetica vintage in favore di linee più moderne. Fu rinnovato sia il telaio sia il motore, che da 949 passò a 1.064 cm³.
Nel 1997 fu presentata la 1100 i.e. biposto, che differiva dalla precedente per l'abbandono dei carburatori in favore dell'alimentazione a iniezione elettronica. Per questa versione, ancora in produzione, sono dichiarati 90 CV.

## Sfida 1000 4V
Sempre nel 1997 fu presentata la Sfida 1000 4V. Dotata di testate a 4 valvole e dell'iniezione elettronica, nonostante la cilindrata di 992 cm³, inferiore al modello 1100, era la versione più potente, accreditata di 102 CV.